# أكسجين-17
أكسجين-17 (17O) هو نظير أكسجين طبيعي ومستقر ومنخفض الوفرة (0.0373٪ في مياه البحر؛ ما يقرب من ضعف وفرة الديوتيريوم).

## نبذة
نظرًا لكونه النظير المستقر الوحيد للأكسجين الذي يمتلك دورانًا نوويًا (+2/5)، فإن أكسجين-17 (17O) يُمكّن دراسات الرنين المغناطيسي النووي من المسارات الأيضية التأكسدية من خلال المركبات التي تحتوي على أكسجين-17 (17O) (الماء H217O المنتج الأيضي عن طريق الأكسدة الفسفرة في الميتوكوندريا) في المجالات المغناطيسية العالية.
يتعرض الماء المستخدم كمبرد للمفاعل النووي لتدفق نيوتروني مكثف. يبدأ الماء الطبيعي بـ 373 جزء في المليون من أكسجين-17 (17O)؛ يبدأ الماء الثقيل المخصب عرضيًا إلى حوالي 550 جزء في المليون من أكسجين-17 (17O). يحول تدفق النيوترونات ببطء أكسجين-16 (16O) في ماء التبريد إلى أكسجين-17 (17O) عن طريق التقاط النيوترون، مما يزيد من تركيزه. يحول تدفق النيوترونات ببطء أكسجين-17 (17O) في مياه التبريد إلى الكربون-14، وهو منتج غير مرغوب فيه يتسرب إلى البيئة:
17O (n,α) → 14C
تعمل بعض مرافق إزالة التريتيوم على استبدال أكسجين الماء بالأكسجين الطبيعي (غالبًا أكسجين-16 (16O)) لإعطاء فائدة إضافية تتمثل في تقليل إنتاج 14C.